# Rio Jacuí
Le rio Jacuí est un fleuve brésilien de l'État du Rio Grande do Sul.

## Géographie
Il se termine dans le delta du Jacuí, ensemble de canaux, îles et zones humides, à partir duquel se forme le Lago Guaíba. Ses eaux suivent ensuite le Lago Guaíba jusqu'au Lagoa dos Patos pour finir dans l'océan Atlantique.
Il prend source à l'est de la ville de Passo Fundo et son aéroport Louro Kurtz de Passo Fundo (pt).

## Affluents
Au niveau du município de Triunfo, il reçoit le rio Taquari.
Parmi ses affluents, on peut citer les rivières Pardinho, Iruí, Botucaraí et Piquiri. 

## Aménagements et écologie
Le Rio Jacui est navigable depuis le Lago Guaíba jusqu'à la ville de Cachoeira do Sul, capitale brésilienne du riz. 
La rivière revêt une grande importance pour toutes les localités qu'elle dessert ainsi que pour l'État du Rio Grande do Sul. Il passe notamment par la ville de Salto do Jacuí, connue comme la capitale de l'énergie électrique, de par la présence de nombreux barrages et usines hydroélectriques. 